# Шеху Шагарі
Шеху Усман Алію Шагарі (25 лютого 1925 – 28 грудня 2018), був першим демократично обраним президентом Нігерії після передачі влади військовим главою держави – генералом Олусегуном Обасанджо в 1979 році, що призвело до Другої Нігерійської Республіки. 
Попередньо працював викладачем, перш ніж прийти в політику в 1951 році; Був обраний до Палати представників у 1954 році. У різні періоди з 1958 року через здобуття Нігерією незалежності в 1960–1975 роках він обіймав посаду федерального комісара. Бувши президентом, Шагарі керував масовою депортацією західноафриканських мігрантів у 1983 році, що вплинуло насамперед на мігрантів із Гани до Нігерії. 

## Ранні роки
Шеху Усман Шагарі народився 25 лютого 1925 року  в Шагарі, в сім'ї мусульман-сунуітів. Він виховувався в полігамній сім’ї і був шостою дитиною в родині. Його батько, Алію Шагарі,  був Магаджин Шагарі (магаджі називають сільських голів). До того, як стати Магаджином Шагарі, Алію був фермером, торговцем і пастухом. Однак через традиційні обряди, які не дозволяли правителям брати участь у бізнесі, Алію відмовився від деяких  торгових інтересів, коли прийняв посаду магаджі.  Алію помер через п'ять років після народження Шеху, а старший брат Шеху, Белло, ненадовго прийняв мантію свого батька як Магаджин Шагарі .
Шагарі почав свою освіту в школі Корану, а потім переїхав жити до родичів у сусіднє місто, де з 1931 по 1935 рік навчався в початковій школі Ябо. У 1936–1940 роках він навчався в середній школі в Сокото, а потім з 1941 по 1944 рік навчався в коледжі Барева.  У період з 1944 по 1952 рік Шагарі вступив до Педагогічного коледжу в Заріі, Кадуна, Нігерія. З 1953 по 1958 рік Шагарі влаштувався приїжджим вчителем у провінції Сокото. Він також був членом Федеральної ради стипендій з 1954 по 1958 рік 

## Початок політичної кар'єри
Шеху Усман Шагарі увійшов у політику в 1951 році, коли став секретарем Північного народного конгресу в Сокото, Нігерія, і займав цю посаду до 1956 року . Однак його рання політична діяльність почалася в 1945 році, коли як викладач, він заснував молодіжну групу під назвою Молодіжний соціальний гурток у Сокото і став його секретарем. Організація стала однією з найменших груп, які об’єдналися, щоб стати частиною Північного народного конгресу (ПНГ), заснованого в 1948 році.

Західноафриканський пілот був заборонений в школах північного регіону, і Шагарі написав для нього статтю про його відродження в 1948 році. Водночас Шагарі почав виступати за відхід від колоніального правління, випустивши брошуру хауса з поезією, яку він назвав «Антиколоніалістом». У 1950 році Шагарі, молодий вчитель у віці 25 років, був номінований британським окружним офіцером для участі в Ібаданській конференції для обговорення Конституції Річардса. 

### Вибори до парламенту
У 1954 році Шеху Шагарі був обраний на свою першу державну посаду як член федеральної палати представників від Заходу Сокото.  У 1958 році Шагарі був призначений парламентським секретарем (він залишив цю посаду в 1959 році) прем'єр-міністра Нігерії сера Абубакара Тафави Балева, а того ж року він також обіймав посаду федерального міністра торгівлі та промисловості. 

### Призначення міністрів
З 1959 по 1960 рік Шагарі був першим федеральним міністром економічного розвитку незалежної Нігерії, де його міністерство відповідало за розробку плану розвитку на 1962–1968 роки. Міністерство економічного розвитку Шагарі також відповідало за створення Ради розвитку Нігер-дельта. З 1960 по 1962 рік він був федеральним міністром пенсій, який виконував місію нігерійізації державної служби. З 1962 по 1965 рік Шагарі був призначений федеральним міністром внутрішніх справ. З 1965 року до першого військового перевороту в січні 1966 року, Шагарі був федеральним міністром робіт і реалізував багато важливих проєктів, включаючи Eko Bridge Lagos, який був першим великим контрактом німецької будівельної фірми Julius Berger в Нігерії, і завершення будівництва Нігерського мосту, який був введений в експлуатацію в 1966 році прем'єр-міністром сером Абубакаром Тафава Балева. У 1967 році він був призначений секретарем Фонду розвитку освіти провінції Сокото. 
Як член парламенту та федеральний міністр, Шагарі очолював і був частиною кількох нігерійських місій за кордоном. Як міністр економічного розвитку він був членом нігерійської делегації на Танжерській конференції Економічної комісії ООН для Африки (ЕКА), яку очолював міністр фінансів Фестус Окоті Ебо. У 1961 році він очолив делегацію на десяту річницю незалежності Лівії. Того ж року він був на міністерській конференції ГАТТ у Женеві, де підняв питання про дискримінацію Європейського економічного співтовариства (ЄЕС) щодо африканських країн, таких як Нігерія, які тоді не були пов’язані з ЄЕС. Того ж року він очолив делегацію на Парламентській конференції Співдружності (CPA) у Лондоні. Він став головою наступної конференції CPA, яка відбулася в Лагосі в період з жовтня по листопад 1962 року  .
У 1962 році він очолив делегацію на зустрічі ЄКА в Аддіс-Абебі на третьому засіданні комісії, першому, на якому Нігерія взяла участь як повноправний член, де він наполегливо закликав до стабілізації цін на тропічні продукти. У 1963 році Шагарі був делегатом Нігерії на зустрічі CPA в Куала-Лумпурі. Потім у грудні 1965 року, якраз коли Ян Сміт зробив односторонню декларацію незалежності, Шеху Шагарі відвідав конференцію CPA у Веллінгтоні, Нова Зеландія, де він розкритикував і висловив явну денонсацію декларації Яна Сміта . На тій самій зустрічі. Шагарі також висловив занепокоєння щодо теперішньої Родезії в Зімбабве, де він критикує колоніальну політику Британії щодо вирішення ситуації в Родезії. Виступ Шеху Шагарі на конференції CPA був настільки значущим і далекосяжним, що він отримав багато похвал від інших делегатів. Він також потрапив у заголовки новозеландських газет Крайстчерч Стар від 4 грудня 1965 року та The Morning Post of Wellington.  
Він також очолив делегацію на першій сесії Економічної соціальної комісії Організації африканської єдності (ОАЄ). Шагарі також представляв прем'єр-міністра в різних випадках, зокрема, коли президент Єгипту Гамаль Абдель Насер запросив прем'єр-міністра Нігерії Абубакара для перевірки заходів безпеки в Єгипті. Він також представляв прем'єр-міністра Тафаву Балеву на похороні Вінстона Черчілля .  

## До президентства

### Падіння Першої республіки
Після нігерійського державного перевороту 1966 року Шагарі був серед урядовців, які передали уряд військовому керівництву майора-генерала Агійі Іронсі . Сам же Шагарі повернувся до Сокото, щоб сприяти освіті. У 1967 році він був виконавчим секретарем Фонду розвитку освіти провінції Сокото, де побудував багато провінційних шкіл. Пізніше він був призначений уповноваженим з питань створення та навчання, а також недовго обіймав посаду уповноваженого з питань освіти в вигаданих північно-західних штатах, перш ніж його запросили на службу до Федерального військового уряду Якубу Говона.

### Міністерство після громадянської війни
Після громадянської війни в Нігерії, з 1970 по 1971 роки, Шагарі був призначений військовим главою штату генералом Якубу Говоном федеральним уповноваженим з економічного розвитку, відновлення та реконструкції, який працював над проведенням політики примирення уряду Говона. Шагарі розпочав реконструкцію та відновлення шкіл, лікарень та іншої інфраструктури на південному сході. Він також взяв на себе місію переконати жителів Південного Сходу повернутися на державну службу під час переговорів про звільнення політичних в’язнів Біафри після того, як для нього з в’язниць Енугу було незаконно вивезено лист, написаний йому Піусом Окігбо . 
З 1971 по 1975 рік він обіймав посаду федерального уповноваженого (посада тепер називається міністром) фінансів. Під час свого перебування на посаді комісара з фінансів Нігерії Шагарі також був губернатором Світового банку та членом двадцяти комітету Міжнародного валютного фонду (МВФ). Шагарі як федеральний міністр фінансів також запустив нигерійську валюту Найра . У 1976 році Шагарі ініціював створення трастового фонду Нігерії в Африканському банку розвитку на суму 100 мільйонів доларів, щоб допомогти бідним африканським країнам фінансувати деякі з їхніх проєктів розвитку.  
Бувши міністром під керівництвом Говона, Шагарі також здійснив мирну місію, щоб бути посередником між Джуліусом Нєрере з Танзанії та Іді Аміном з Уганди, щоб запобігти війні між Угандою і Танзанією шляхом відведення їхніх військ від кордонів.  Після служби Якубу Говону, він знову повернувся до Сокото, щоб стати головою Управління міського розвитку штату Сокото, під час якого він почав будувати Сучасний ринок Сокото. Після реформ місцевого самоврядування під керівництвом Обасанджо уряд. Шагарі був обраний радником місцевого самоврядування Ябо в 1976 році.

### Вибори на пост президента
У 1978 році Шеху Шагарі був одним із засновників Національної партії Нігерії.  У 1979 році Шагарі був обраний кандидатом у президенти на загальних виборах того року, на яких він здобув перемогу, завдяки допомозі свого керівника кампанії Умару Дікко. Кампанія мала підтримку багатьох відомих політиків на півночі та поширювалася серед меншин півдня.  Основною перевагою партії була саме акцентації на поліетнічності держави й можливості паритету для всіх меншин.

## Президентство

Печатка президента Федеративної Республіки Нігерія

### Економіка
Під час нафтового буму, Шагарі зробив акцент на розвитку сільського господарства, промисловості, житла та транспорту, як головні економічні цілі свого управління. 
Сільське господарство
Уряд Шагарі розпочав «зелену революцію», розповсюджуючи фермерам насіння та добрива, щоб підвищити загальнонаціональну продуктивність у сільському господарстві. Метою було сприяти використанню механічних машин у сільському господарстві. Ця ініціатива надала перевагу великим фермерам для виробництва масової продукції.
Промисловість

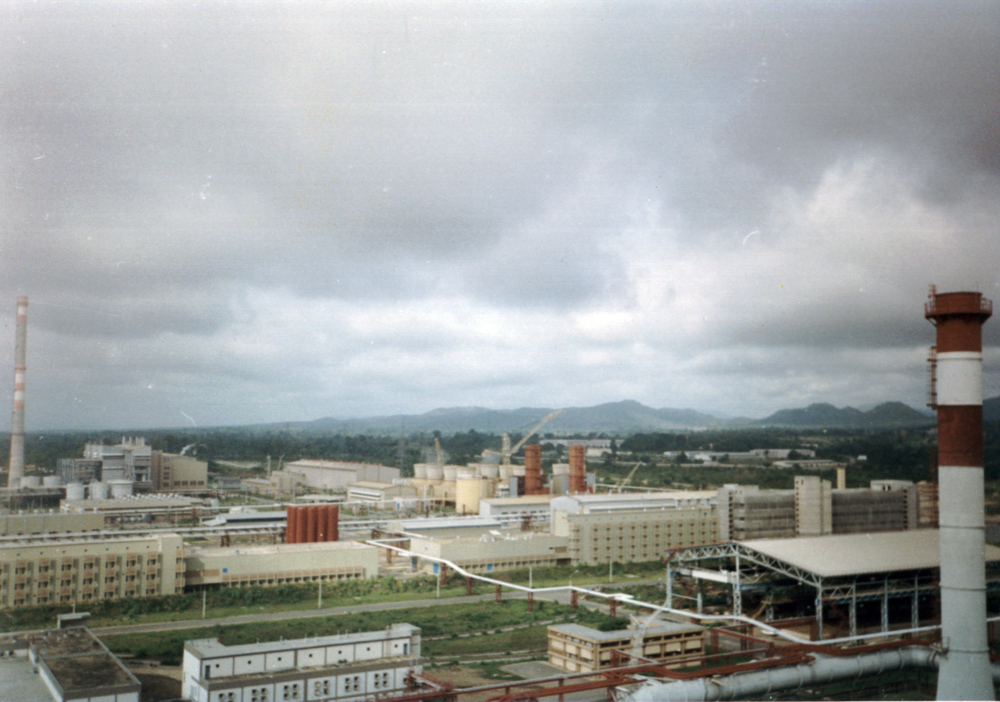
Металургійний комбінат Аджаокута

У 1980 році внаслідок доходів від нафти Шагарі закінчив будівництво нафтопереробного заводу Кадуна, який почав працювати того ж року. Також за допомогою доходів від нафти Шагарі розпочав будівництво сталеливарного заводу Аджаокута, яке було майже завершено до 1983 року. Це найбільший металургійний проєкт, коли-небудь розпочатий в Африці на момент його будівництва. Металургійний завод називають «основою індустріалізації Нігерії».
Шагарі завершив будівництво комплексу Delta Steel в 1982 році. У 1983 році Шагарі створив компанію по виплавці алюмінію в Нігерії в Ікот-Абасі . Побудовано ще три сталепрокатні заводи, зокрема в Осогбо, Каціна та Джос. Проте Шагарі зменшив частку нафтових роялті та орендної плати до країни походження з 30 до 2 відсотків. Шагарі також заснував Інститут нафтової підготовки 

Житло
Що стосується житла, Шагарі мав на меті побудувати 200 000 одиниць житла, але до червня 1983 року було завершено лише тридцять тисяч. Попри свої недоліки, це найбільший проєкт державного житла, який коли-небудь бачила Нігерія.    
Перевезення

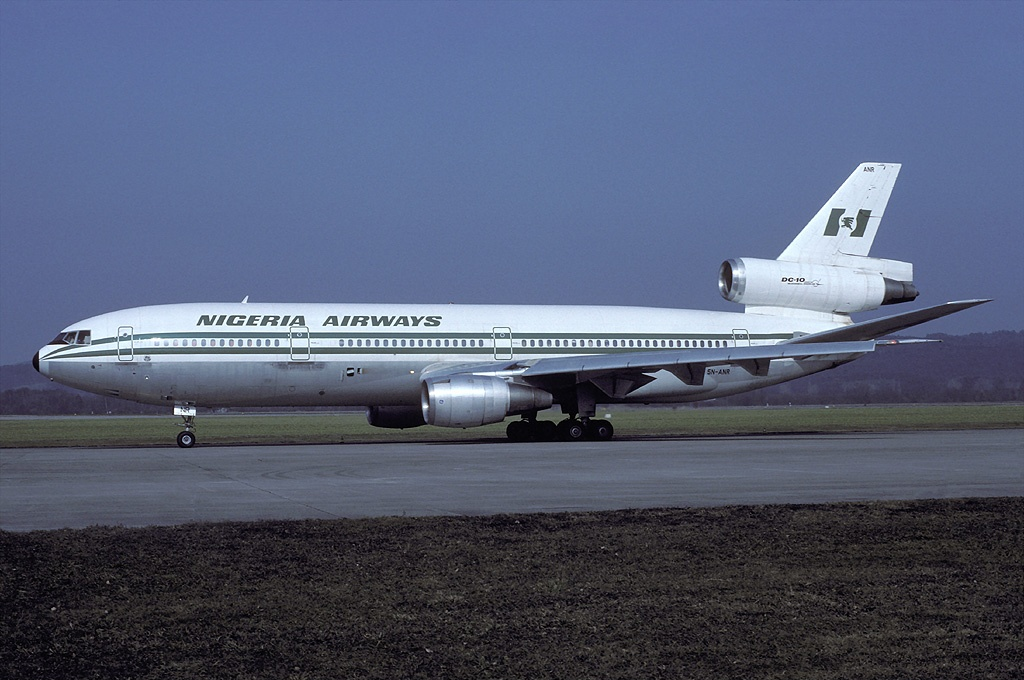
Nigeria Airways (нині недіюча) пережила свої золоті роки під час Другої республіки під час президента Шеху Шагарі

У сфері транспорту він запустив багато мереж доріг по всій країні, включаючи ті, що ведуть до нової федеральної столиці Абуджі . Інші відомі побудовані дорожні мережі включають: Бадагрі-Сокото, Лагос-Кано, Порт-Харкорт-Енугу, Кано-Баучі, Воррі-Окене, Абуджа-Кадуна, Калабар-Іком, Йола-Майдугурі, Моква-Бідда, Абуджа-Кеффі, Еффурун- Патані-Каяма, Джібіа-Каціна, Кано-Карі та Потіскум-Майдугурі.
Шагарі також побудував і вдосконалив деякі морські порти, включаючи портовий комплекс Сапеле, і запустив Федеральний океанський термінал у Порт-Харкорті. Внутрішні порти також були побудовані та модернізовані, і введено в експлуатацію новий річковий порт в Онітші та інший сучасний річковий порт для обслуговування сталеливарного заводу Аджаокута. 

### Фінанси
Падіння цін на нафту, яке почалося в 1981 році, вплинули на фінанси уряду Нігерії. Шагарі «відмовився прийняти» структурну перебудову з боку МВФ і Світового банку в міру розвитку кризи  і ініціював Програму економічної стабілізації, щоб допомогти захистити країну від жорсткого обвалу. Основними цілями програми було обмеження імпортних ліцензій, скорочення державних витрат та підвищення митних зборів. Проте результат стабілізаційної програми був мінімальним.

### Корупція
Незважаючи на те, що Шеху Шагарі був звільнений від особистої причетності до корупційних дій, Другу Республіку переслідували звинувачення в корупції, включаючи звинувачення у фальсифікації виборів на виборах 1983 року. Це в поєднанні зі зниженням світових цін на нафту та погіршенням національних фінансів, труднощами, які призвели до того, що режим стає глибоко непопулярним серед громадян.
Однак перед звільненням з посади, під час свого другого терміну, Шагарі робив спроби приборкати корупцію через нове Міністерство національної орієнтації під керівництвом Юсуфа Майтама Суле, яке було створено виключно для цієї мети. Була представлена нова програма під назвою Ethical Revolution, яка містить знамениту війну проти недисциплінарності, яка була започаткована під керівництвом Мухаммаду Бухарі. Міністерство проіснувало лише три місяці до перевороту 1983 року. Під час свого короткочасного другого терміну Шагарі залишив лише 7 із 45 міністрів попередньої адміністрації, щоб продемонструвати свою відданість боротьбі з корупцією. Однак це не переконало військову хунту, яка прийшла до влади. 

### В уряді

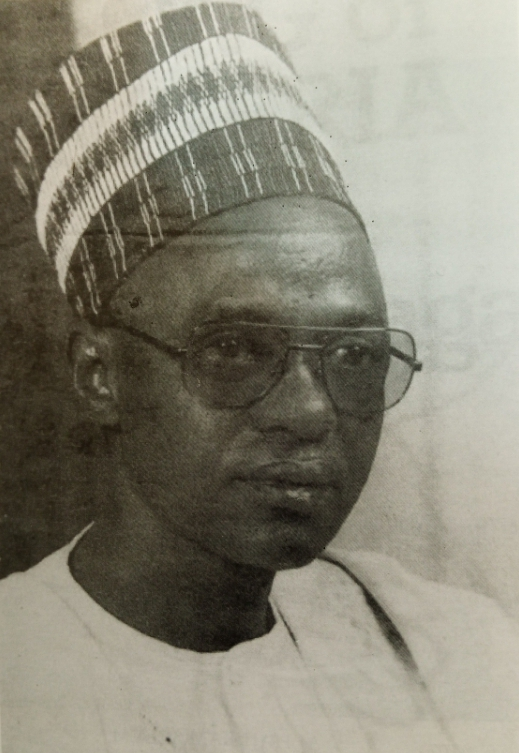
У ранньому віці.

Уряд Шагарі зафіксував ряд успіхів у освіті. Протягом його чотирирічної каденції відбулося різке покращення в середніх школах, а число викладачів у педагогічних коледжах збільшилося в рази. У 1981 р. розпочато масову акцію з навчання грамоти, а в 1982 р. — систему навчання 6–3–3–5.  Уряд Шагарі також побудував кілька вищих навчальних закладів у Нігерії. Нові технологічні університети були засновані в штатах Баучі, Бенуе, Адамава, Ондо, Імо та Осун. Це Федеральний технологічний університет Йола, Федеральний технологічний університет Акуре, Федеральний технологічний університет Оверрі, Федеральний технологічний університет Мінна, Федеральний університет сільського господарства Абеокута та Університет Абубакара Тафави Балева . Адміністрація Шагарі також модернізувала сім інших існуючих освітніх коледжів до навчальних закладів, що присуджують ступені в Абраці, Ондо, Кано, Адо Екіті, Бідда, Порт-Харкорт і Зарія, а також створила вісім інших федеральних політехніків в Адо-Екіті, Бідда, Баучі, Айда, Увана. (Афікпо), Йола та Іларо. Федеральний відкритий університет також був створений під час кінця правління Шагарі в 1981 році. Він також пропонував стипендії для студентів, які навчаються за кордоном. 
Президентство Шагарі запам’ятається його гігантськими успіхами у заохоченні жінок і молоді до національної розбудови. При вступі на посаду він дав директиви державам надати принаймні одне робоче місце для жінки та одне для молодого працівника, з 7 висунутих кандидатів. Під час своєї кампанії він обрав жінку з штату Імо своїм напарником на посаду віце-президента. Однак вона відмовилася після того, оскільки попередньо отримала посаду у східній Нігерії. Тим не менш, перші жінки-міністри та дипломати в Нігерії були призначені за каденції Шагарі. Він призначив Ебуна Оягболу міністеркою національного планування, а згодом амбассадоркою у Сполучених мексиканських Штатах Панами, Коста-Рики та Гватемали та місіс. Джанет Акінрінаде на посаді державного міністерки внутрішніх справ і дві інші жінки-міністрки: пані Асінобі та місіс Івасі. Так само міс. Елізабет Огбон була призначена генеральною консулкою в Гамбурзі, Німеччина. Р Мохаммед був послом Нігерії в Ботсвані та Зімбабве.  По відношенню молодих людей у політиці: Пату Утомі, якому було 29 років, коли він був призначений економічним радником. Міністрами, призначеними у віці 30 років, є Ауду Інокентій Огбе (32) і Белло Майтама Юсуф (34). Багато міністрів були молодші від 50 років.

### Національні справи

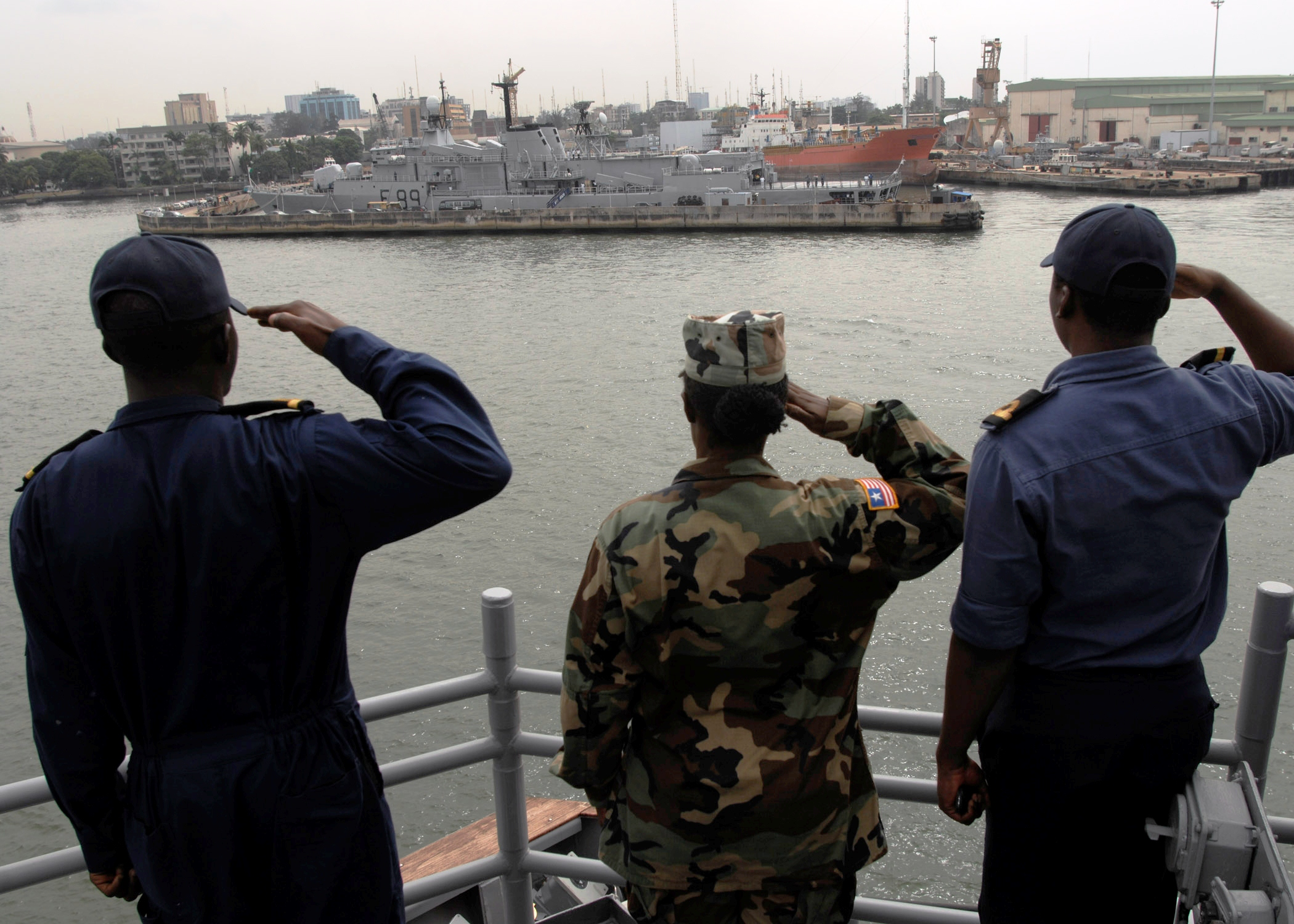
NNS ARADU

Під час однорічної каденції адміністрація Шагарі спостерігала швидке зростання потенціалу збройних сил Нігерії. За цей час Нігерія придбала більшість своєї складної зброї до недавніх оновлень і придбань. Військові закупівлі під керівництвом Шагарі залишаються найвищими в історії Нігерії. Серед них винищувачі alpha, винищувачі MIG, 3 транспортні літаки C-130H-30 Hercules, бойові вертольоти та інші. У свій час був придбаний NNS Aradu (F89), який є найдосконалішим кораблем ВМС Нігерії. 
Бунт у Кано 1980 року був бунтом у Кано, Нігерія, очолюваним єретичним проповідником Майтаціне та його послідовниками та першим великим релігійним конфліктом у постколоніальному Кано. Понад 4177 цивільних осіб, 100 поліцейських і близько 35 військовослужбовців були вбиті, включаючи самого Майтаціне, що, як правило, вважається початком Ян Тацине. Через це було поширене враження, що безпеці та економіці Нігерії загрожують нелегальні іноземці, і це переконання підживлювалося тим фактом, що інші громадяни Західної Африки допомагали у збройних пограбуваннях. Нелегальні іноземці з Нігеру, Чаду, Камеруну, Малі та Буркіна-Фасо разом із понад 6000 нігерійських мусульманських фанатиків вбили понад 100 поліцейських і поранили 100 поліцейських. Була викликана армія для контролю ситуації, перш ніж фанатики змогли захопити країну. 
У 1983 році Шагарі видав наказ, який зобов'язував іммігрантів за умови відсутності імміграційних документів – покинути країну, інакше вони будуть заарештовані відповідно до закону. Наказ був нібито відповіддю на релігійні заворушення, які охопили частину країни в 1980 ( заворушення в Кано 1980 року ) і 1981 роках. Більшість іммігрантів були західноафриканцями і переважно ганцями. Понад 2 мільйони чоловіків, жінок і дітей постраждали від цього наказу.

### Зовнішня політика
Шагарі підтримував зовнішню політику Нігерії з 1960 року, яка була зосереджена на Африці. Сам Шагарі не був новим у зовнішніх відносинах, оскільки після здобуття незалежності він очолював декілька нігерійських делегацій у закордонних місіях. Він неодноразово заявляв про свою позицію скрізь, де він був, у тому числі під час своїх державних візитів до Сполученого Королівства та Сполучених Штатів, де президент Джиммі Картер привітав його з незалежністю Зімбабве. Листування між президентом Шагарі та прем’єр-міністром Маргарет Тетчер свідчить про те, що він чинив такий великий тиск на Британію щодо незалежності Зімбабве до такої міри, що ризикував відносинами між обома країнами. 

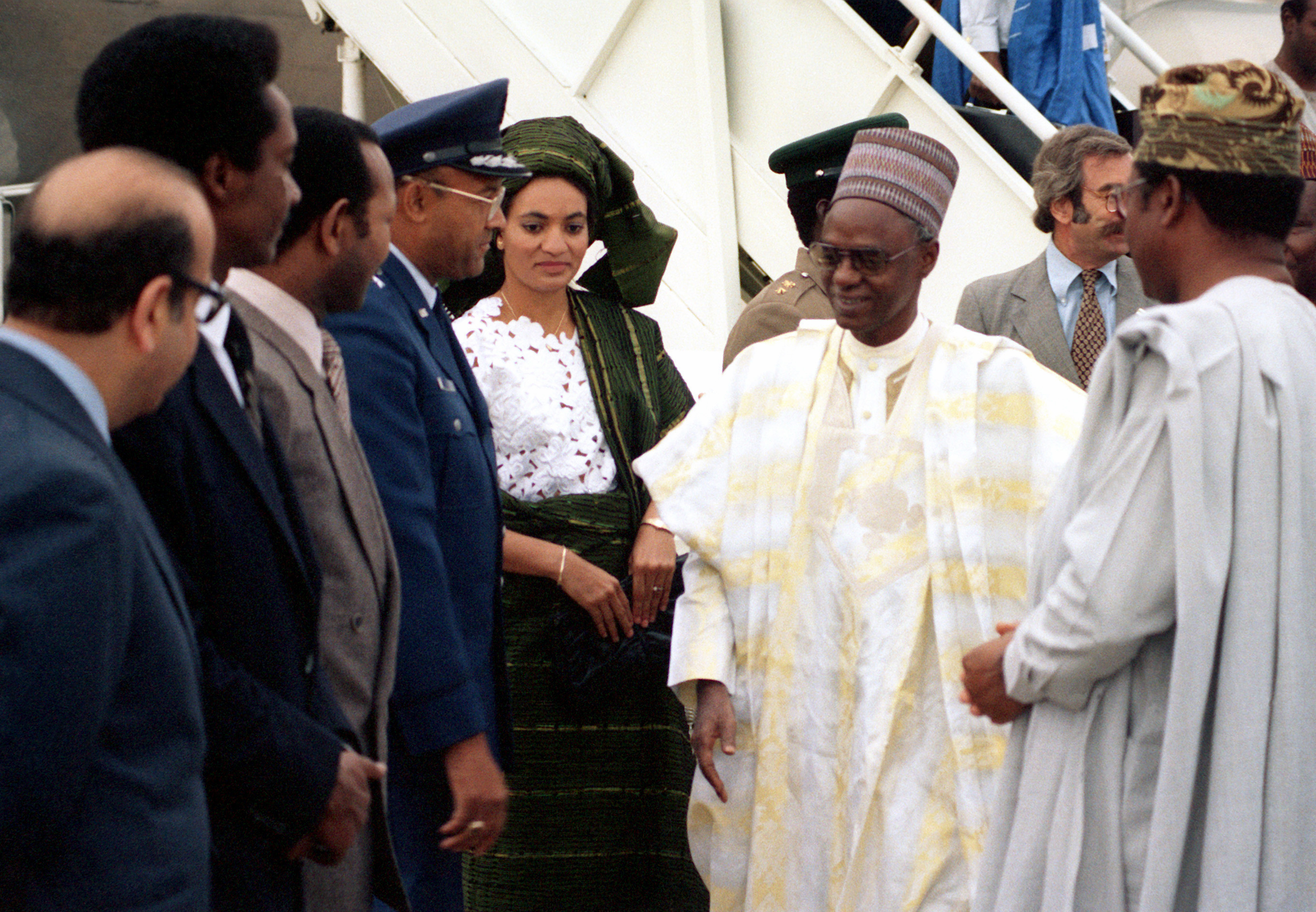
Після прибуття з візитом Шагарі зустрічає BGEN Арчер Дарем. Розташування: База ВПС Ендрюс, Меріленд, США

Саміт глав держав у Канкуні 1981 р

У 1980 році, під час святкування незалежності Зімбабве, президент Шагарі пообіцяв на святі 15 мільйонів доларів на навчання зімбабвійців у Зімбабве та експатріантів у Нігерії. Уряд Мугабе використав частину грошей для покупки газетних компаній, що належать південноафриканцям, посиливши контроль уряду над ЗМІ. Решта пішла на навчання студентів у нігерійських університетах, державних службовців у Нігерійському коледжі адміністративного персоналу в Бадагрі та солдатів в Нігерійській академії оборони в Кадуні. Пізніше того ж року Мугабе замовив репортаж ВВС про свободу преси в Зімбабве. 26 червня BBC опублікувала доповідь, в якій рекомендувала приватизувати Зімбабве Broadcasting Corporation та незалежність від політичних інтересів.  
Шагарі також робив спроби налагодити зв'язки між Нігерією та афроамериканцями під час своїх візитів до Сполучених Штатів. У Гарлемі, де він вперше відвідав і влаштував вечерю для чорношкірих лідерів, він закликав до необхідності економічних зв'язків з афроамериканцями.  Однак після загальних виборів у США 1980 року, на яких був обраний президент Рональд Рейган, відносини Нігерії та США впали на низький рівень, особливо під час бойкоту літніх Олімпійських ігор 1980 року, в якому Нігерія відмовилася брати участь. Президент Шагарі наполягав на підтримці політики неприєднання Нігерії та взяв участь у російській Олімпіаді, попри лобіювання адміністрації Рейгана, яка відправила до Нігерії відомого боксера Мохаммеда Алі. Шагарі відмовився зустрічати Мохаммеда Алі під час його візиту до Нігерії. 
В Африці Нігерія мала прикордонні суперечки з Чадом і Камеруном, які мало не призвели до війни, але яких Шагарі обережно уникав. Уряд Шагарі був великим прихильником ЕКОВАС і виділяв ділянку під будівлю своєї штаб-квартири в Абуджі. Але, наперекір результатам уряду, Шагарі в 1983 році він вигнав нелегальних іммігрантів, які переважно були ганцями. Попри те, що ця акція популярна серед нігерійців, коментатори широко розкритикували її. Ця подія відома як Гана має піти, депортація західноафриканських мігрантів з Нігерії  

## Постпрезидентство

### Кінець Другої республіки
Шагарі балотувався на другий чотирирічний термін у 1983 році і виграв загальні вибори, а потім був повалений і заарештований  генералом Мухаммадом Бухарі в результаті військового перевороту 31 грудня 1983 року  .

### Книги Шеху Шагарі
- Beckoned To Service (Автобіографія)
- Виклик змін (Збірка промов)
- Вакар Нігерія або Пісня Нігерії (поезія)
- Усман Дан Фодіо: Теорія і практика його лідерства

### Смерть
28 грудня 2018 року близько 18:30 Шеху Шагарі помер від короткої хвороби в Національній лікарні Абуджі, куди він був госпіталізований і проходив лікування перед смертю.      Це підтвердили його онук Белло Бала Шагарі та губернатор Тамбувал.  

### Національні нагороди
- Великий Командор ордена Федеративної Республіки (GCFR)
- Великий командор ордена Нігеру (GCON)